# لاتبری
لاتبری (به انگلیسی: Lathbury) یک روستا و محله مدنی در بریتانیا است که در میلتون کینز واقع شده‌است. لاتبری ۱۵۶ نفر جمعیت دارد.